# Torre di Kamenec
La Torre di Kamenec (in bielorusso Белая вежа?, Bielaya vieža, Torre Bianca o Fortezza Bianca), è il principale monumento storico della città di Kamenec, in Bielorussia.

## Storia
Il nome Bielaja Vieža (Torre Bianca) presumibilmente deriva dalla vicinanza della torre alla foresta Belavežskaja pušča, e non dal suo colore, che è sempre stato rosso mattone nel corso dei secoli, ma mai bianco.
La posizione vantaggiosa sulla riva sassosa ripida del fiume Liasnaja per la costruzione della frontiera roccaforte, un castello con un mastio sul confine settentrionale della Volinia principato fu trovato da Oleksa. Vladimir Vasilkovich, il principe di Volinia, apprezzò il posto e ordinò a Oleksa di costruire il castello.
La prima notizia sulla fondazione della torre risale al 1276. Eretta tra il 1271 e il 1289 dall'architetto Oleksa come roccaforte di frontiera sul confine settentrionale del Principato di Volinia, è l'unica torre di questo tipo rimasta fino ad oggi in Bielorussia. Una volta erano presenti torri simili a Brest, Hrodna, Turaŭ, Navahrudak, ma furono distrutte nel corso delle guerre.

La torre è classificara come sito storico nazionale. Situata in cima a una leggera altura che domina il fiume Liasnaja, la torre è oggi il principale punto di riferimento di Kamenec. Dal 1960 la torre ospita una filiale del museo regionale di Brest. Il 30 gennaio 2004, il sito è stato aggiunto all'elenco provvisorio del patrimonio mondiale dell'UNESCO, nella categoria Culturale.

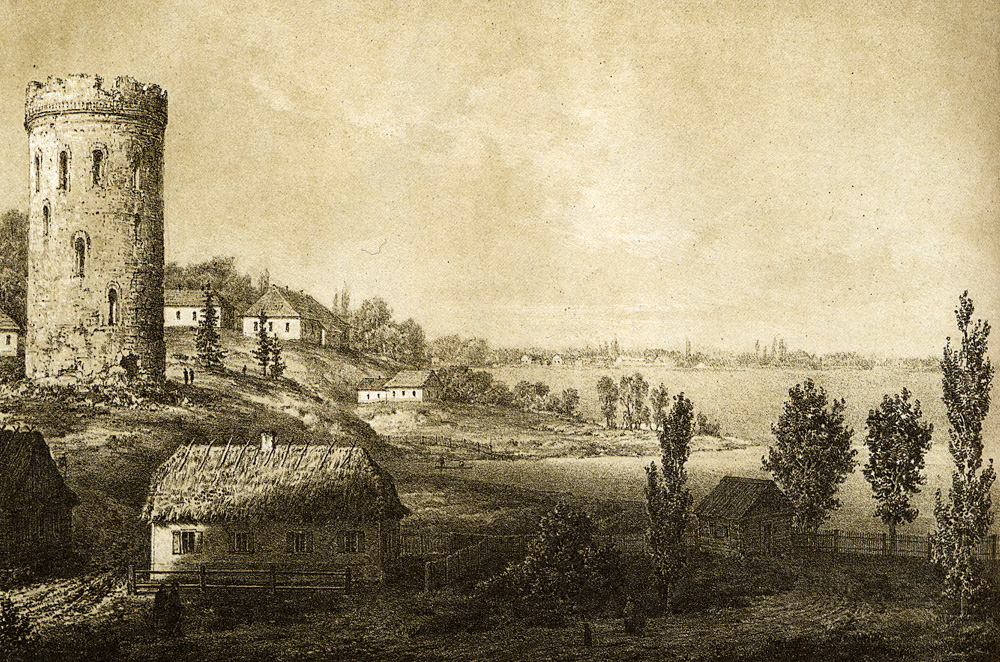
Disegno di Napoleone Orda, 1876

## Descrizione
Il castello è stato costruito come una comunità chiusa. Come molti castelli europei, aveva una grande torre rotonda, sulla motta castrale, racchiusa da un fossato e dal fiume sul lato settentrionale, e un recinto adiacente, che fu completamente distrutto nel 1903. Questo tipo di castello a motta apparve nel X e XI secolo tra i fiumi Reno e Loira e alla fine si diffuse in gran parte dell'Europa occidentale e persino nell'area dell'attuale Bielorussia. La torre di mattoni rossi con il servizio e le camere residenziali su 5 livelli all'interno era in realtà un torrione o mastio, che era abbastanza comune in Francia e in Inghilterra fino al XVI secolo.
La torre è alta 30 metri, con i muri di mattoni rossi spessi 2,5 metri e un tetto a falde nella parte superiore.

### Muratura

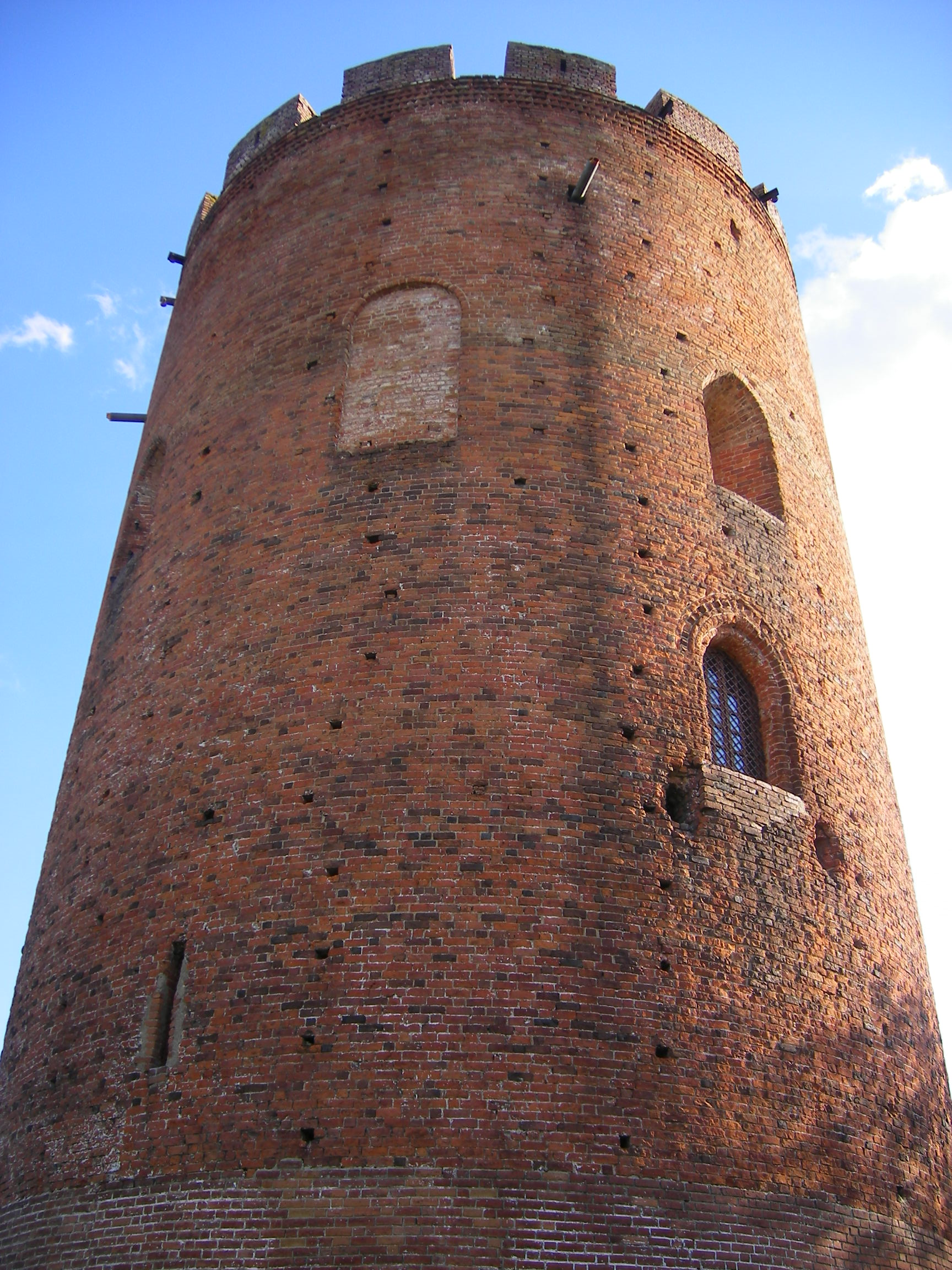
Un primo piano della muratura

La torre è stata interamente costruita in mattoni, rendendola unica nella zona circostante. La costruzione in mattoni fu usata raramente in questa parte d'Europa fino alla fine del Medioevo, perché la produzione di mattoni era costosa a quei tempi. Fino al XVI secolo prevalgono principalmente le macerie nelle fortificazioni, nelle chiese e nei monasteri, solo alcune parti esterne sono state costruite in mattoni. La torre traccia l'influenza dell'Europa occidentale, dove la muratura è stata ampiamente utilizzata tra la fine del XIII e l'inizio del XIV secolo.
A differenza delle strette feritoie ai livelli inferiori, le grandi monofore e le nicchie al piano superiore sono un eccellente esempio dell'architettura del primo gotico in Bielorussia. Le aperture delle finestre e delle nicchie erano intonacate e imbiancate a calce. Le finestre erano progettate per consentire l'ingresso della luce negli appartamenti, dove viveva la nobiltà durante gli assedi. Le finestre di vetro erano un altro contributo all'architettura gotica. È evidente che i residenti erano ansiosi di sentirsi a casa nella fortezza. La parte superiore della torre era arredata con merlature e un modello di modellazione superficiale della muratura, diversi bei corsi di denti di cane ad anello che correvano sotto i merli.
La muratura è caratterizzata da un peculiare legame baltico: un corso è composto da 2 barelle e 1 testata. Alcuni mattoni all'esterno furono danneggiati o smantellati dai contadini locali, la muratura fu riparata nel 1903 mentre erano in corso gli scavi archeologici intorno alla torre. 10.000 mattoni sono stati usati per il lavoro.